# 藤岡パーキングエリア
藤岡パーキングエリア（ふじおかパーキングエリア）は、群馬県藤岡市の上信越自動車道上にあるパーキングエリア (PA) である。藤岡IC、道の駅ららん藤岡（ハイウェイオアシス）が併設されている。
上り線側のみ設置されており、また藤岡ICとの相互の行き来はできない。下り線からハイウェイオアシスを利用する場合は、藤岡ICで出る必要がある。

## 道路
- E18 上信越自動車道

## 施設

### 上り線（東京・新潟方面）
- 第1駐車場
  - 大型20台
  - 小型96台
  - 車椅子用1台
- 第2駐車場
  - 大型5台
  - 小型52台
  - 車椅子用1台
- トイレ
  - 男性 大5（和式2・洋式3）・小16
  - 女性 21（和式11・洋式10）
    - 同伴の男児用 2

  - 車椅子用 1
- 自動販売機

道の駅ららん藤岡には徒歩で行き来でき、同駅内の店舗などを利用できる。

## 隣
E18 上信越自動車道
(9) 藤岡JCT - (1) 藤岡IC/PA（PAは上り線のみ） - (2) 吉井IC